# Cyathomone sodiroi
Cyathomone es un género monotípico de plantas fanerógamas perteneciente a la familia de las asteráceas. Su única especie Cyathomone sodiroi es originaria de Ecuador donde se encuentra en la Provincia de Pichincha.

## Taxonomía
Cyathomone sodiroi fue descrita por (Hieron.) S.F.Blake   y publicado en Journal of the Washington Academy of Sciences 13(6): 105, f. 1d. 1923.
Sinonimia
- Narvalina sodiroi Hieron.